# Polline Martignano
Polline Martignano är Roms femtionionde zon och har beteckningen Z. LIX. Zonen är belägen vid sjöarna Martignano och Bracciano och utgör en exklav i Roms kommun.
Zonen Polline Martignano bildades år 1961. 
Polline Martignano gränsar till Trevignano Romano, Campagnano di Roma och Anguillara Sabazia.

## Arkeologiska lokaler
- Torre di Stirpa Cappe 42°08′11″N 12°19′10″Ö / 42.136516°N 12.319369°Ö
- Casale di Martignano 42°07′18″N 12°19′20″Ö / 42.121791°N 12.322220°Ö

## Övrigt
- Parco naturale regionale del complesso lacuale di Bracciano-Martignano
- Kratersjön Matignano

## Bilder
| - Castello Odescalchi. - La fonte magica. |